# Plounéour-Ménez
Plounéour-Ménez (en bretó Plouneour-Menez) és un municipi francès, situat a la regió de Bretanya, al departament de Finisterre. L'any 2006 tenia 1.182 habitants. Al seu territori hi ha el repetidor de televisió de Roc'h Trédudon, que fou objecte d'un atemptat del Front d'Alliberament de Bretanya el 1974.

## Demografia
| 1962                                       | 1968  | 1975  | 1982  | 1990  | 1999  |
| ------------------------------------------ | ----- | ----- | ----- | ----- | ----- |
| 1.518                                      | 1.396 | 1.208 | 1.211 | 1.100 | 1.165 |
| Des de 1962: població sense dobles comptes |       |       |       |       |       |

## Administració
| Període | Identitat     | Partit |
| ------- | ------------- | ------ |
| 2001-   | Ernest Géréec |        |

## Personatges il·lustres
- Patrick Ewen, cantant i músic bretó